# Município de Jackson (condado de Putnam, Ohio)
O município de Jackson (em inglês: Jackson Township) é um município localizado no condado de Putnam no estado estadounidense de Ohio. No ano de 2010 tinha uma população de 934 habitantes e uma densidade populacional de 13,95 pessoas por km².

## Geografia
O município de Jackson encontra-se localizado nas coordenadas 40° 58′ 05″ N, 84° 16′ 19″ O. Segundo o Departamento do Censo dos Estados Unidos, o município tem uma superfície total de 66.97 km², da qual 66,55 km² correspondem a terra firme e (0,64 %) 0,43 km² é água.

## Demografia
Segundo o censo de 2010, tinha 934 pessoas residindo no município de Jackson. A densidade populacional era de 13,95 hab./km². Dos 934 habitantes, o município de Jackson estava composto pelo 98,29 % brancos, o 0,11 % eram afroamericanos, o 0,64 % eram amerindios, o 0,11 % eram de outras raças e o 0,86 % eram de uma mistura de raças. Do total da população o 0,96 % eram hispanos ou latinos de qualquer raça.